# Rucentra punctifrons
Rucentra punctifrons là một loài bọ cánh cứng trong họ Cerambycidae.